# Ypacaraí
Ypacaraí − miasto paragwajskie, leżące na południu kraju. w departamencie Central. W roku 2004 to znajdujące się 64.1 m n.p.m. miasto zamieszkiwało 9600 ludzi. Niedaleko miasta jest jezioro o tej samej nazwie co miasto będące dużą atrakcją, zarówno dla miejscowej ludności, jak i dla przyjezdnych turystów.
Ypacaraí jest rodzinnym miastem piłkarza paragwajskiego Carlosa Gamarry.